# Klaus Bätjer

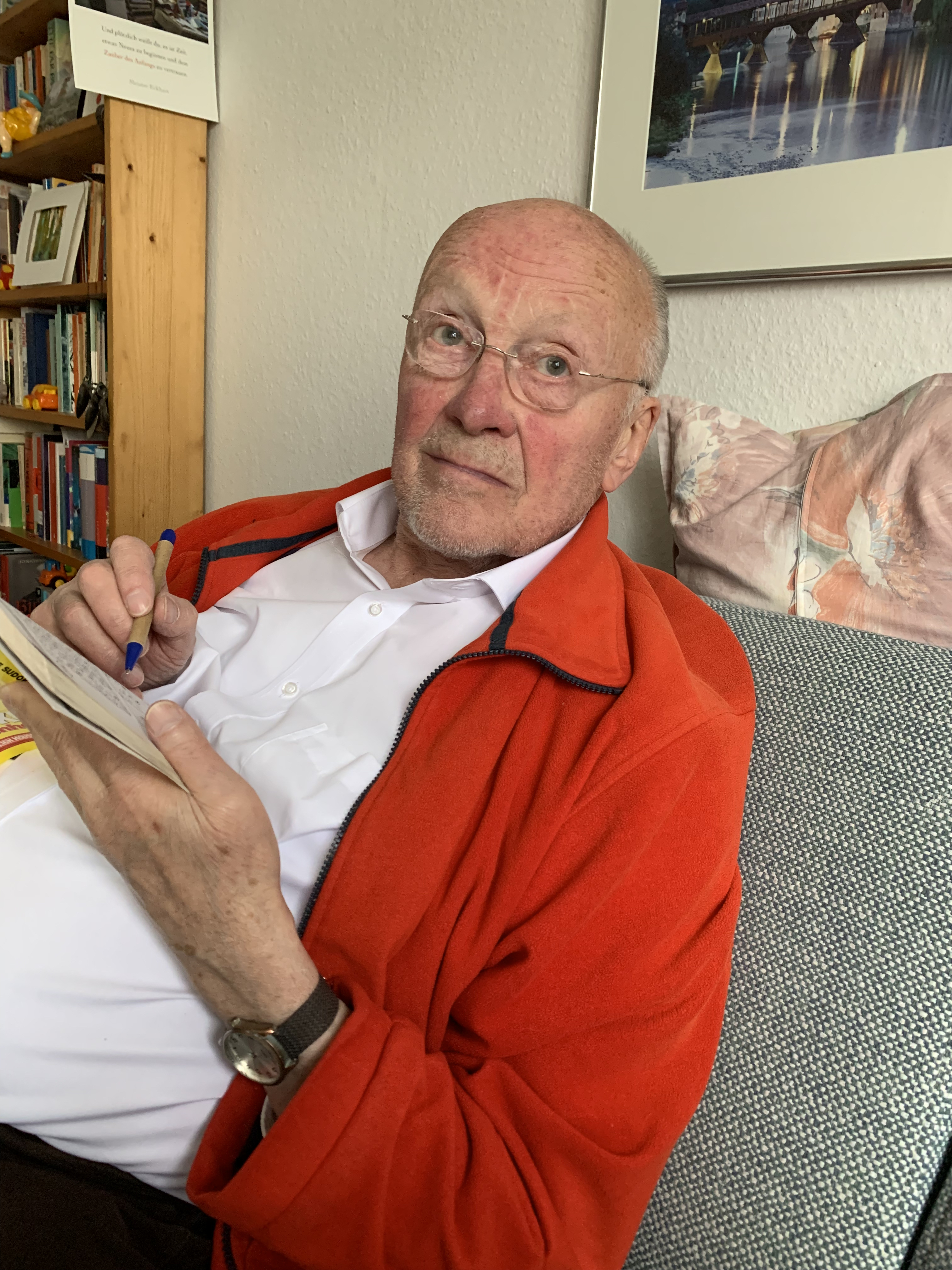
Klaus Bätjer im April 2022

Klaus Bätjer (geboren 31. August 1938 in Bremen) ist ein deutscher Physik-Professor und Umweltexperte.

## Leben
Er promovierte in der Abteilung von Jochen Block am Fritz-Haber-Institut der Max-Planck-Gesellschaft in West-Berlin. Seine Promotion erhielt er 1971 durch die Freie Universität Berlin.
Von 1972 bis 1981 war er an der Universität Bremen beschäftigt, darunter die letzten sechs Jahre als Assistenzprofessor (H2-Professur), und zählte zu den Kollegen von Jens Scheer und Inge Schmitz-Feuerhake. Nach Ablauf des Vertrages an der Universität Bremen war er zeitweise erwerbslos und arbeitete unter anderem als selbstständiger Gutachter für technische Umweltprobleme. Nach dem Fall der Mauer hatte er von 1992 bis 2003 eine Professur an der Technischen Hochschule Wildau inne.

## Wirken an der Universität Bremen
Bätjer kam er als Assistenzprofessor an die Universität Bremen (damals unter dem Motto „Wissenschaft für das Volk“) und war u. a. daran beteiligt, eine neue Ausbildungsart zu kreieren: das fächerübergreifende interdisziplinäre Projektstudium.
Nach einer kurzen Orientierungsphase fand er seinen Platz in dem ökologisch ausgerichteten Physikprojekt „Schadstoffbelastung am Arbeitsplatz und in der Industrieregion Unterweser“ (SAIU), welches u. a. durch seine Publikationen gegen die Atomenergie bundesweit bekannt wurde. Aufgrund der Anhörungen zum Kernkraftwerk in Brake, heute Kernkraftwerk Unterweser genannt, beschäftigte er sich mit dem ökologischen Zustand des Flusswassers in der Unterweser. Er gründete mit dem Limnologen Michael Schirmer das interdisziplinäre „Projekt Weserwasser“. 1976 kam der Chemiker Wolfram Thiemann hinzu. Die Reinigung des mit Abwässern überladenen Weserwassers hin zum gesunden Fluss gelang den Projektbetreibern. Eine spürbare Folge der zahlreichen wissenschaftlichen Untersuchungen war die Qualitätsverbesserung des Trinkwassers für die Stadt Bremen, für die u. a. das Wasserwerk Wasserturm auf dem Werder stillgelegt werden musste. Die Abschaffung der Chlorung des Trinkwassers durch wissenschaftliche Beweise über krebserregende Trinkwasser-Inhaltsstoffe war einer der Schwerpunkte seiner Arbeit an der Universität Bremen.
In der letzten Zeit an der Universität Bremen 1981 machte er erste Schritte zur Analyse von Luftschadstoffen.
Als Jens Scheer über mehrere Jahre ein Berufsverbot infolge des Radikalenerlasses erhielt, wurden seine Lehrveranstaltungen währenddessen unter Bätjers Namen angemeldet und durchgeführt, sowie auch einige Diplomarbeiten und Dissertationen weiterbetreut.

## Zwischen Universität Bremen und Technischer Hochschule Wildau
Nach seiner Tätigkeit an der Universität Bremen hat Klaus Bätjer u. a. in Kontakt mit Kollegen durch Arbeiten und Gutachten zu Umweltproblemen seinen Lebensunterhalt verdient. Zwischenzeitlich hatte er Forschungs- und Lehraufträge an Hochschulen und anderen Institutionen.
In Kooperation mit der Universität Bir Zait in Palästina und der Universität Bremen baute er mit Unterstützung der WHO in Genf dort ein Trinkwasserlabor auf und bildete Laboranten aus, dessen Kenntnisse dann in Deutschland ergänzt wurden.
Nach der Nuklearkatastrophe von Tschernobyl im April 1986 war Bätjer bei zahlreichen Podiumsdiskussionen und Vorträgen gefragt, um über das Geschehen und die Folgen des Fallouts von Schweden bis in die Schweiz zu berichten. Er verfasste ein Gutachten darüber für die Grünen im Europäischen Parlament und gab über viele Jahre monatlich eine Sammlung von Radioaktivitätsdaten in der Umwelt u. a. in Lebensmitteln, von allen bekannten europäischen Messstellen heraus, die als „Datenrad“ europaweit vertrieben wurden. Zu dieser Zeit war Bätjer erwerbslos, der „Datenwust“ sämtlicher Messergebnisse der amtlichen und privaten Institute umfasste über 20 DIN-A4-Seiten.

## Professur an der Technische Hochschule Wildau
Zum 1. August 1992 wurde Bätjer an die TH Wildau (damals noch TFH Wildau) als Professor für Physikalische Messtechnik im Fachbereich Ingenieurwesen/Wirtschaftsingenieurwesen berufen.
Er hielt hier später für alle Fachbereiche die Mathematikkurse ab, war zunächst aber auch zu Messungen zur Luftreinhaltung ermächtigt. Er betreute, da das DESY Zeuthen – als ein ehemaliges DDR-Institut für Astrophysik – in der Nachbarschaft war, auch Abschlussarbeiten in der Astrophysik.

## Veröffentlichungen
- mit J. H. Block: Die Feldionisation von Methan und Wasserstoff an Wolframeinkristallflächen. Freie Universität Berlin, 1972, OCLC 1284194141 (Dissertation).
- Abschlussbericht eines Arbeitsvorhabens aus dem Projekt Schadstoffbelastung am Arbeitsplatz und in der Industrieregion Unterweser – SAIU der Universität Bremen: Radioökologische Abwassergutachten zum Atomkraftwerk Esensham, Universität Bremen, Information zu Energie und Umwelt, Teil A ; Nr. 4, Bremen, 1978.
- mit dem Projekt Schadstoffbelastung am Arbeitsplatz und in der Industrieregion Unterweser Universität Bremen: Zum richtigen Verständnis der Kernindustrie: 66 Erwiderungen; Kritik des Reklameheftes" 66 Fragen, 66 Antworten-zum besseren Verständnis der Kernenergie". Oberbaum Verlag, 1976. ISBN 3-876280974
- Die Atomenergie und die Wissenschaftler–ein Drama ohne Ende. In: Kritisches Tagebuch 1  S. 53 (1977).
- mit Pere Carbonell: Vorwort und Schlagwortverzeichnis. In: Ernest J. Sternglass: Radioaktive Niedrig-Strahlung. Strahlenschäden bei Kindern und Ungeborenen. Berlin, Oberbaum Verlag, 1979.
- Klaus Bätjer: Die gesundheitlichen Folgen des Badens in Hallenbädern mit gechlortem Wasser, Universität Bremen, Projekt Weserwasser, Information zu Energie und Umwelt, Teil B,  Verlag, Univ., Presse- und Informationsamt, 1979.
- mit Jens Scheer: Die Atomenergie in der DDR, Information zu Energie und Umwelt. Teil A, Nr. 7, 2. überarbeitete Auflage, Universität Bremen, Bremen, 1980.
- mit Jens Scheer: Atomstrom in der DDR. In: Info 42. Sozialistisches Osteuropakomitee, Hamburg, 1980, S. 20–31.
- mit J. Faust, B. Gabel: Untersuchung über die Verteilung von leichtflüchtigen halogenierten Kohlenwasserstoffen im Bremer Trinkwasser. In: Information zu Energie und Umwelt. Nr. 2, 1979, OCLC 46135766.
- Chlorierte Kohlenwasserstoffe im Trinkwasser und die Krebssterblichkeit im Lande Bremen, Information zu Energie und Umwelt, Teil B, Weserwasser ; 4, Universität Bremen, Verlag, Univ., Presse- und Informationsamt, 1980.
- mit Hans-Peter Charles: Immissionsmessungen von ausgewählten Schwermetallen und Staub in der Seestadt Bremerhaven von 1980 bis 1981; Mitarbeit von M. Cetinakaya, Verlag: Magistrat der Seestadt Bremerhaven, 1981.
- mit Burkhard Stachel, Mehmet Cetinkaya, Juergen Dueszeln, Bernd Gabel: On site continuous liquid-liquid extraction of nonpolar organic compounds in water. In: Analytical Chemistry. Band 53, Nr. 9, 1981, ISSN 0003-2700, S. 1469–1472, doi:10.1021/ac00232a039.
- mit Iris Geike: Aufbau und Betrieb einer Station zur Messung luftfremder Stoffe. In: Wissenschaftliche Beiträge. Band 2, Nr. 1, 1996, ISSN 0949-8214, S. 14–19, doi:10.15771/0949-8214_1996_3.
- mit Oliver Despang: Ein Gassystem für die äußeren Spurkammern von HERA-B. In: Wissenschaftliche Beiträge. Band 5, Nr. 1, 2000, ISSN 0949-8214, S. 87–93, doi:10.15771/0949-8214_2000_1_11.